# Kunstverein Viernheim

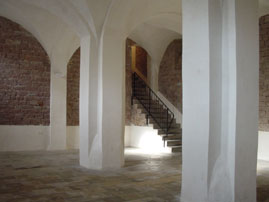
Kunsthaus Viernheim, 2006

Der Kunstverein Viernheim in Viernheim bei Mannheim wurde 1999 gegründet. Er ist damit im Vergleich zu anderen Kunstvereinen einer der jüngsten. Seit 2000 ist er Mitglied in der ADKV, dem Dachverband der deutschen Kunstvereine.
Der konzeptionelle Ansatz des Vereins besteht darin, aktuelle zeitgenössische Kunst vorzustellen und zu fördern. Darüber hinaus versteht er sich auch als Experimentierfeld, in dem sich primär junge Medienkünstler präsentieren können. Viele der bisherigen Ausstellungen wurden eigens für den großen Gewölbekeller, den hauptsächlichen Ausstellungsraum des Kunstvereins, entwickelt.
2005 wurde die Installation des tschechischen Biennaleteilnehmers Pavel Mrkus von der Redaktion der Zeitschrift art unter die 250 wichtigsten Ausstellungen weltweit platziert.
Seit 2006 präsentiert der Kunstverein auch regelmäßig Ausstellungen in den Räumen des neugegründeten „Kunsthaus Viernheim“.
Der Kunstverein wird von einem ehrenamtlich tätigen Vorstand geleitet. Vorsitzender und zugleich Ausstellungsleiter ist der Medienkünstler Fritz Stier.

## Bisherige Ausstellungen
1999
- Margret Eicher
- Yvonne Goulbier
- Richter / Schwartzkopff

2000
- Egon Schrick
- Una H. Moehrke
- Adidal Abou-Chamat
- Yukara Shimizu
- Frank Schubert

2001
- Rosy Beyelschmidt
- Sofie Zezmer
- Johanne Fiebelkorn
- Ursula Steuler

2002
- Anne Hille
- Eberhard Bosslet

2003
- Nikolaus A. Nessler
- Gertraud Hasselbach / Angeli K.
- Max Scholz
- Martin Zeller

2004
- HfG Karlsruhe (Gabriele Engelhardt, Patrizia Karda, Jana Wilhelmi, Bettina Metzen, Nadine Böll)
- Julia Ziegler
- Angelika Schröder

2005
- Ladenhüter (Helene Arendt, Ole Claßen, Sofia Greff, Elisabeth Kamps, Ana Laibach, Karin Nehring, Andrea Niessen, Motz Tietze, Uscha Rudek-Werlé, Annette Schlez, Doris Schnell, Angelika Schröder, Rainer Zerback)
- Uli Böhmelmann
- Pavel Mrkus
- Bruno Kurz

2006
- Klopfzeichen aus der Provinz (mit über 50 Künstlern aus Viernheim)
- Ruth Hutter
- Charlotte Desaga
- Franz Hubmann

2007
- Dresdens junge Dinger (Studenten der Klasse von Professor Eberhard Bosslet an der Hochschule für Bildende Künste Dresden)
- Baustelle 070914 (Martin Cleis, Bernd Brach und Hans Thomann)
- Dirk Heerklotz

2008
- Barbara Hindahl
- Kulturapostel (Public art auf dem Apostelplatz mit 12 Künstlern aus der Region)
- Annette Voigt und Dagmar Hugk
- Egon Schrick

2009
- POMP Junge Positionen von Studierenden und Absolventen der Hochschule für Gestaltung in Offenbach
- Joanna Schulte
- Chen Ke
- Anke Mila Menck
- Rolf Kuhlmann

2010
- Margret Eicher
- Janna Riabowa
- Susanne Beik
- Joseph Dellegh
- Absolventen der Freien Kunstakademie Mannheim
- Thomas Rentmeister

2011
- Sabine Kress
- Interaction (m. Richmodis dm, Gunilda Woerner, Stefan Eins u. Jo)
- Phil Niblock u. Katherine Liberovskaya
- Possible Arts (Studierende von Berlin-Weissensee)
- Veronika Witte
- Günter Zint

2012
- Ramontik der kleinen Schritte (Studierende der HBK Braunschweig)
- Michael Schnabel + Claus Stolz
- Gesichtsverlust Be(com)ing (in)visible (Gruppenausstellung)
- René Schoemakers

2013
- Karl Schwarzenberg
- Rolf J. Kirsch

## Kataloge
- Remixed, Martin Zeller, 2003
- Figuren, Landschaften, Performances, Egon Schrick, CD-ROM, 2004
- My Love, I’m Dreaming, Ruth Hutter, 2006
- [:die baustelle] 07-09-14, Martin Cleis, Bernd Brach, Hans Thomann, Text: Fritz Stier, 2007
- Zeichenwege, Egon Schrick, 2008
- POMP, Studierende und Absolventen der HfG Offenbach, 2009
- CHEN KE, erschienen im Kehrer-Verlag Heidelberg, 2009
- FKAM, Absolventen der Freien Kunstakademie Mannheim, 2010
- Gesichtsverlust Be(com)ing (in)visible, 2012
- PHANTOM, Rolf J. Kirsch, 2012